# Уэст-Сакраменто
Уэст-Сакраменто (англ. West Sacramento) — город в округе Йоло в штате Калифорния в Соединённых Штатах Америки.
Согласно данным переписи населения США 2020 года число жителей города 
составляло 53 915 человек, что, для такого небольшого населённого пункта, существенно больше (+ 10.6%), чем было во время предыдущей переписи проводившейся в 2010 году (48 744 человека).

## История
В 1933 году в городе была освящена Русская православная церковь Святых жён-мироносиц.

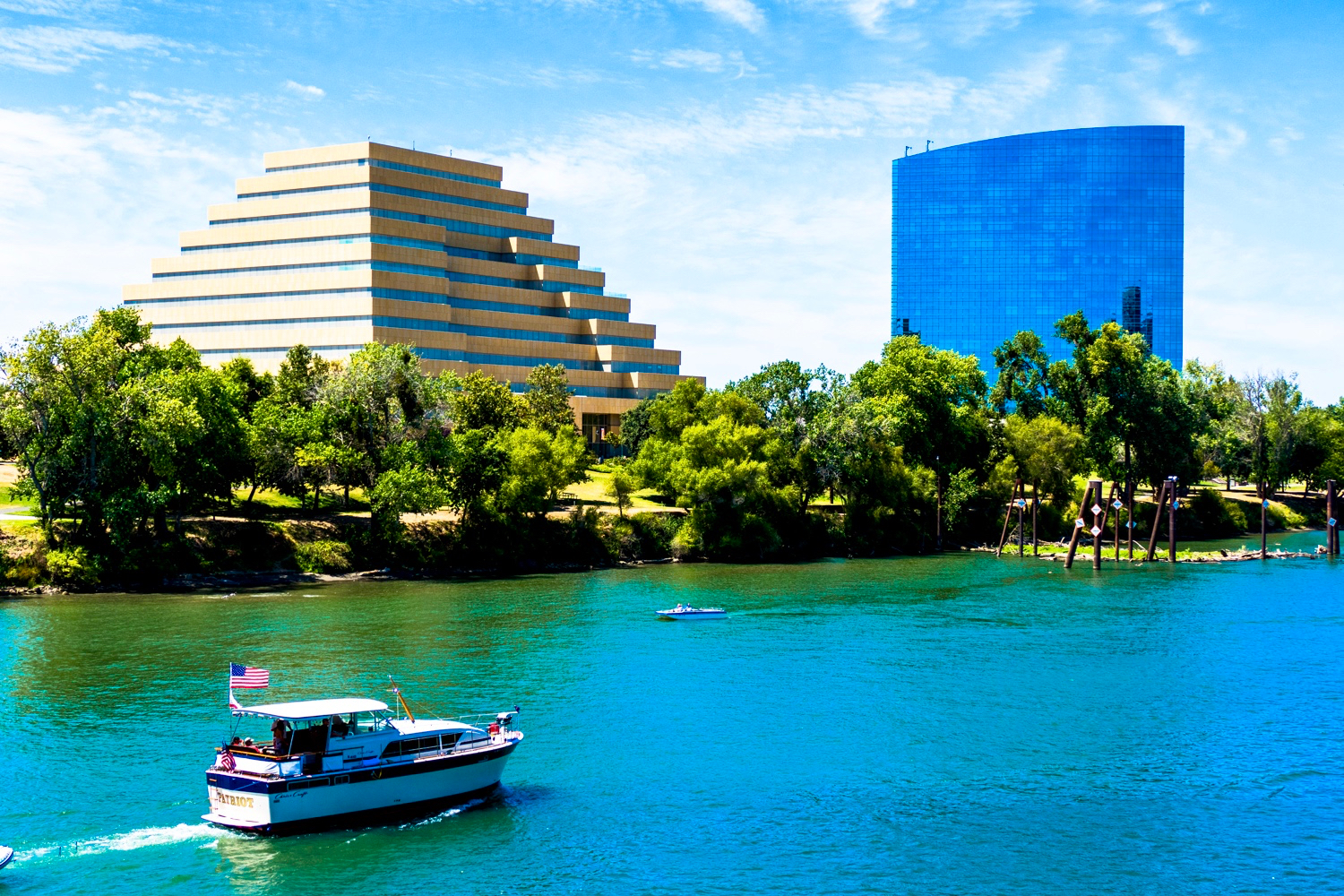
Вид на город с реки: слева — пирамидальное офисное здание The Ziggurat, справа — CalSTRS Building (CalSTRS = California State Teachers' Retirement System)

В 2014 году Конференция мэров США назвала Уэст-Сакраменто самым подходящим для жизни городом в Америке в категории городов с населением менее ста тысяч человек.
Район Саутпорт, который занимает около половины площади города, изначально состоял из сельских домовладений и небольших кварталов в Арлингтон-Окс и Линдене, но теперь имеет значительное население, что стало результатом жилищного бума в начале 1990-х и начале 2000-х годов, добавив новые кварталы в Бриджвее, Гейтвее, Ривер-Ранче и Ньюпорте.
Уэст-Сакраменто — традиционный промышленный центр региона со времен калифорнийской золотой лихорадки и является местом расположения для разнообразной экономики и является одним из четырех крупнейших центров занятости в этом районе. Основными отраслями промышленности региона являются сельское хозяйство, государственное управление и транспорт.

## География
Город отделен от Сакраменто одноимённой рекой, которая также разделяет округа Сакраменто и Йоло.
Согласно данным Бюро переписи населения США, общая площадь города составляет 22,8 квадратных мили (59 км2), из которых 21,4 квадратных мили (55 км2) — это суша, а 1,4 квадратных мили (3,6 км2 или 6,22%) приходится на водную поверхность.

## Климат
Согласно системе классификации климатов Кёппена, в Уэст-Сакраменто жаркий летний средиземноморский климат, сокращенно обозначаемый аббревиатурой «Csa» на климатических картах.